# Planète hurlante
Pour les articles homonymes, voir Screamer.
Série
Planète hurlante 2
Pour plus de détails, voir Fiche technique et Distribution.
Planète hurlante ou Screamers : L'Armée souterraine au Québec (Screamers) est un film de science-fiction canado-américano-japonais dystopique réalisé par Christian Duguay, sorti en 1995. Il s'agit de l’adaptation de la nouvelle Nouveau Modèle (Second Variety) de Philip K. Dick, publiée en mai 1953. Il a pour suite Planète hurlante 2.
En juin 2015, le film est numérisé et restauré par le projet Éléphant : mémoire du cinéma québécois.

## Synopsis
L'histoire se passe en 2078, sur une petite colonie minière de la planète Sirius 6B. Depuis dix ans, la guerre fait rage entre le Nouveau Bloc Économique (NBE) et l’Alliance des mineurs qui s’est constituée après que des radiations ont été détectées dans les mines de bérynium. En représailles contre la révolte des mineurs, le NBE a largué des bombes atomiques sur la population. Pour se prémunir contre la radioactivité, les humains doivent fumer des cigarettes rouges. Entre l’Alliance et le N.B.E., c’est maintenant le statu quo depuis deux ans.
Le film commence avec l'arrivée d'un soldat isolé du NBE vers un des quartiers généraux de l'Alliance. Il est réduit à néant par les hurleurs avant qu'il ne réussisse à atteindre le quartier général. Toutefois le message qu'il portait, une proposition de trêve émanant du commandant en chef des troupes du NBE, est récupéré par le colonel du bunker. L'un des chefs de l'Alliance sur Terre leur dit de ne pas s'en préoccuper car ils sont eux-mêmes en négociation de paix, ayant enfin trouvé un minerai non radioactif sur une autre planète. Mais le seul rescapé d'un de leurs vaisseaux qui s'écrase près de leur bunker leur apprend que le chef dont ils ont vu l'image virtuelle n'est plus en poste depuis deux ans.
Prenant conscience qu'ils sont manipulés, le colonel Joe Hendricksson décide d'honorer le message et d'aller signer la paix avec le groupe NBE. Il part avec le soldat rescapé du crash, un jeune tireur d'élite, cheminer à travers la lande glacée pour traiter avec le chef ennemi. Cependant, le principal ennemi n’est plus celui qu’on croit. Les premiers Hurleurs se sont détachés de leurs concepteurs et ont cédé la place à de nouvelles versions à forme humaine, plus meurtrières et ils ne font plus aucune différence entre les antagonistes. Leur unique but est d'exterminer toute forme de vie humaine.

## Fiche technique
Sauf indication contraire, les informations mentionnées dans cette section peuvent être confirmées par la base de données cinématographiques IMDb,  présente dans la section « Liens externes ».
- Titre original : Screamers
- Titre provisoire : Claw[1]
- Titre français : Planète hurlante
- Titre québécois : Screamers : L'Armée souterraine
- Réalisation : Christian Duguay
- Scénario : Dan O'Bannon et Miguel Tejada-Flores, d'après la nouvelle Nouveau Modèle (Second Variety) de Philip K. Dick
- Musique : Normand Corbeil
- Direction artistique : Perri Gorrara
- Décors : Michael Devine
- Costumes : Trixi Rittenhouse
- Photographie : Rodney Gibbons
- Son : Richard Nichol, Tim Archer, Normand Corbeil
- Montage : Yves Langlois
- Effets spéciaux : Cheryl Bainum et Jacques Levesque
- Production : Franco Battista et Tom Berry
- Sociétés de production : Triumph Films ; Allegro Films, Fries Film Group, Fuji Eight Company Ltd., The Movie Network et Super Écran (coproductions)
- Sociétés de distribution : Columbia Pictures (États-Unis), TVA Films
- Budget : 11 millions de dollars américains[2]
- Pays de production : Canada / États-Unis / Japon
- Langue : anglais
- Format : couleur - 1,85:1 - Dolby Digital / SDDS - 35 mm
- Genre : science-fiction
- Durée : 108 minutes
- Dates de sortie[1] :
  - Canada : 8 septembre 1995 (Festival international du film de Toronto)
  - États-Unis : 26 janvier 1996
  - France : 10 juillet 1996
  - Japon : 30 novembre 1996

## Distribution
Sauf indication contraire, les informations mentionnées dans cette section peuvent être confirmées par la base de données cinématographiques IMDb,  présente dans la section « Liens externes ».
- Peter Weller (VF : Joël Martineau ; VQ : Jean-Marie Moncelet) : le commandant Joe Hendricksson
- Roy Dupuis (VF : Joël Zaffarano ; VQ : lui-même) : Becker
- Jennifer Rubin (VF : Claudine Grémy ; VQ : Marie-Andrée Corneille) : Jessica Hanson
- Andrew Lauer (en) (VQ : Joël Legendre) : le soldat Michael Jefferson
- Charles Edwin Powell (VF : Luc Boulad ; VQ : Sébastien Dhavernas) : Ross
- Ron White (VF : Sylvain Lemarié ; VQ : Guy Nadon) : Chuck Elbarak
- Michael Caloz (VF : Hervé Grull) : David Edward Deering, l'enfant screamer
- Liliana Komorowska (VQ : Hélène Mondoux) : Landowska
- Jason Cavalier : le soldat Leone
- Leni Parker : la caporale McDonald
- Sylvain Massé : soldat N.E.B. messager
- Bruce Boa (VF : Michel Fortin) : le secrétaire Green

## Production

### Tournage
Une des scènes a été filmée à l'intérieur du stade olympique de Montréal et une autre dans l'ancien site de l'usine Angus avant la construction du nouveau développement immobilier.
Les scènes extérieures ont été filmées à Joliette.

## Accueil

### Promotion
L'accroche française du film est « En 2078, le danger peut avoir tous les visages ».
En anglais, il existe deux slogans « The last scream you hear will be your own » (« Le dernier cri que vous entendrez sera le vôtre ») et « The silence of space is about to be shattered » (« Le silence de l'espace est sur le point d'être brisé »).

### Critique
Le film n'a pas reçu un bon accueil. Sur l'agrégateur américain Rotten Tomatoes, Planète hurlante n'obtient que 30 % d'opinions favorables pour trente avis recensés.

### Box-office
Le film n'a pas été un succès au box-office, ne rapportant que 5 711 695 dollars américains de recettes sur le sol américain.
En France, il n'enregistre que 219 936 entrées.

## Distinctions
Nominations
- Prix Génie 1996 :
  - Meilleure direction artistique pour Perri Gorrara
  - Meilleure musique originale pour Normand Corbeil
  - Meilleur acteur dans un second rôle pour Ron White

## Suite
Planète hurlante 2 (Screamers: The Hunting) est un film canadien sorti directement en vidéo en 2009 et réalisé par Sheldon Wilson. avec Gina Holden comme actrice principale. La suite se passe plusieurs années après les événements du premier film.